# Coves de Son Verí de Baix
Les coves de Son Verí de Baix són un conjunt de quatre petites coves naturals emprades en època prehistòrica, situades a la població de s'Arenal, al torrent de na Clot al lloc anomenat sa Torrentera, en terrenys que pertanyien a la possessió de Son Verí de Baix, al municipi de Llucmajor, Mallorca.
Les coves es troben dues a una part del torrent i les altres dues enfrontades a aquelles a l'altra part. Les de la primera part estan en mal estat, una d'elles té el sostre enfonsat i l'altra s'empra com a femer. Les altres dues es troben en bon estat, malgrat que una hagi estat tancada parcialment en temps moderns amb una paret de pedra seca.